# Física de dos fotones

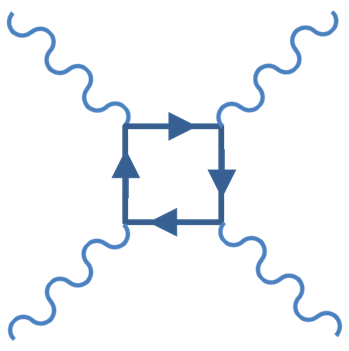
Diagrama de Feynman (diagrama de caja) para la dispersión fotón–fotón. Un fotón es dispersado por las fluctuaciones de carga de vacío del otro

La física de dos fotones, también llamada física gamma–gamma, es una rama de la física de partículas que describe las interacciones entre dos fotones. Si la energía en el sistema de referencia del centro de masa de los dos fotones es lo suficientemente grande, se puede crear materia.

## Experimentos
La física de dos fotones puede estudiarse con aceleradores de partículas de alta energía, donde las partículas aceleradas no son fotones en sí, sino partículas cargadas que emiten fotones. Los estudios más significativos hasta el momento (2014) han sido realizados en el gran colisionador de electrones y positrones del CERN. Si la transferencia de momento transversal es grande, uno o ambos electrones pueden ser deflectados lo suficiente para ser detectados; a esto se le denomina etiquetado. La trayectoria de las otras partículas que se crean en la interacción es seguida por grandes detectores para reconstruir la física de la interacción.

## Procesos
A partir de la electrodinámica cuántica se puede hallar que los fotones no pueden acoplarse directamente entre ellos, debido a que no poseen carga. En principio, un fotón puede, dentro de los límites del principio de incertidumbre, fluctuar en un par fermión-antifermión, con el cual el otro fotón se puede acoplar. Este par de fermiones puede ser de leptones o de quarks. Por ello, los experimentos en física de dos fotones pueden usarse como métodos para estudiar la estructura de un fotón.
Se distinguen tres procesos de interacción:
- Directa o puntual: El fotón se acopla directamente a un quark dentro del fotón blanco.[2] Si se crea un par leptón–antileptón, este proceso involucra solo electrodinámica cuántica (QED), pero si se crea un par quark–antiquark, involucra tanto QED como cromodinámica cuántica (QCD) perturbativa.[3][4] El contenido intrínseco de quark del fotón está descrito por la función de estructura del fotón, analizada por dispersión electrón-fotón altamente inelástica.[5][6]
- De resolución sencilla: El par de quarks del fotón blanco forma un mesón vectorial. El fotón sonda se acopla a un constituyente de este mesón.
- De resolución doble: Tanto el fotón blanco como el fotón sonda han formado un mesón vectorial. El resultado de esto es una interacción entre dos hadrones.

Para los últimos dos casos, la escala de la interacción es tal que la constante de acoplamiento fuerte es grande. A esto se le llama dominio mesónico vectorial (VMD, por sus siglas en inglés), y tiene que ser modelado por medio de QCD no perturbativa.